# Христос во гробе

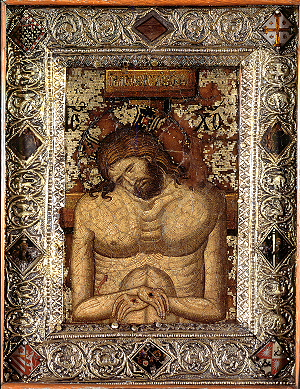
«Христос во гробе», мозаичная икона, Византия, кон. XIII — нач. XIV в.,Метрополитен-музей, Нью-Йорк, США

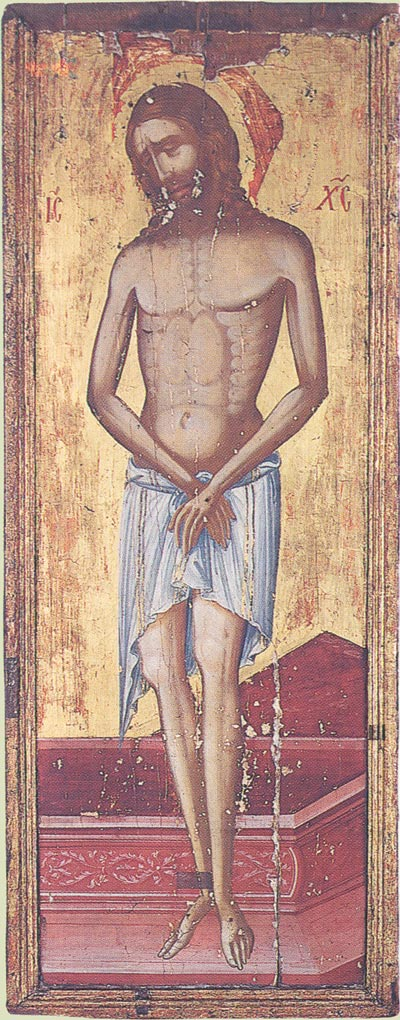
«Христос во гробе» — редкий вариант с изображением Иисуса во весь рост, а не стандартный поясной вариант. Кипр, XV-XVI вв.

Христос во гробе, Уныние или Смирение Нашего Господа, Высшее Умаление, Царь Славы (др.-греч. Άκρα Ταπείνωσις, Акра Тапиносис — крайнее уничижение, смирение) — вариант иконографии Иисуса Христа, изображающий его мёртвым в гробу.

## Православная иконография
Икона представляет Христа изображённым по пояс, стоящим в гробу, на фоне креста, со склонённой главой и закрытыми глазами, с руками, скрещёнными на груди или бессильно опущенными вдоль тела, и со следами ран. Образ сопровождается надписью «Царь Славы» или, реже, «Снятие со креста». Положения рук, головы, наличие надписи, изображения креста и гроба не были обязательными и строго фиксированными.
Данная иконография не является изображением какой-либо из Страстей Христовых: поскольку Иисус изображён вертикально стоящим, на фоне креста, — это не Положение во гроб; он не пригвождён к кресту и, значит, это не Распятие Христово; его никто не поддерживает, следовательно, это не Снятие с креста. Кроме того, он не завёрнут в саван, хотя должен был бы. Таким образом, икона имеет символический, а не повествовательный характер.
При бесспорном литургическом назначении образа литургический текст, соответствующий этой иконографии, не найден. Открытым остаётся и вопрос её происхождения — литургическое либо историческое. Нарративный контекст отсутствует, замысел, по-видимому, был изначально символический. В Византии и Древней Руси — праздничная икона Великой пятницы.
Древнейшие иконографические памятники — Карахиссарское Евангелие 1180-х годов и двусторонняя икона XII века из Кастории.
Данная византийская иконография повлияла на формирование в западноевропейском искусстве такого типа изображения Иисуса, как «Муж скорбей». В сочетании с «Мандилионом» в православном искусстве она образовала иконографию «Не рыдай Мене, Мати» — обе фигуры либо совмещались на одной доске, либо образовывали диптих. Кроме того, встречается соединение на одной доске изображений Христа во гробе и (в небесах над ним) Спаса Нерукотворного.

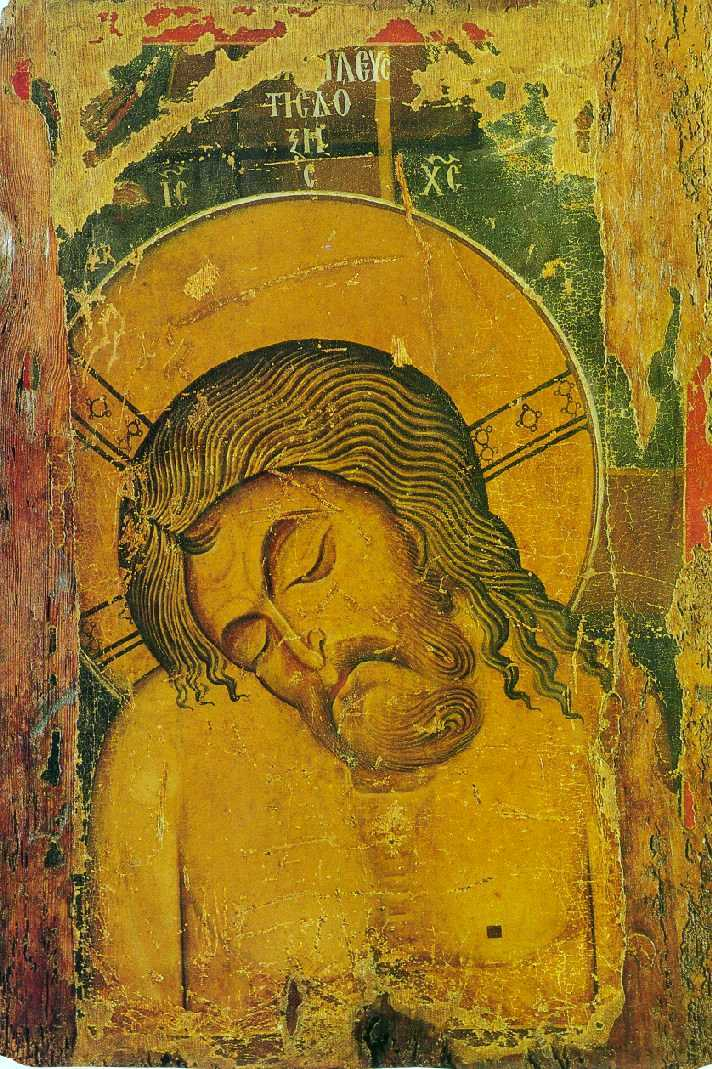
«Христос во гробе», греческая икона, XII век
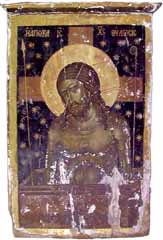
«Христос во гробе», русская икона
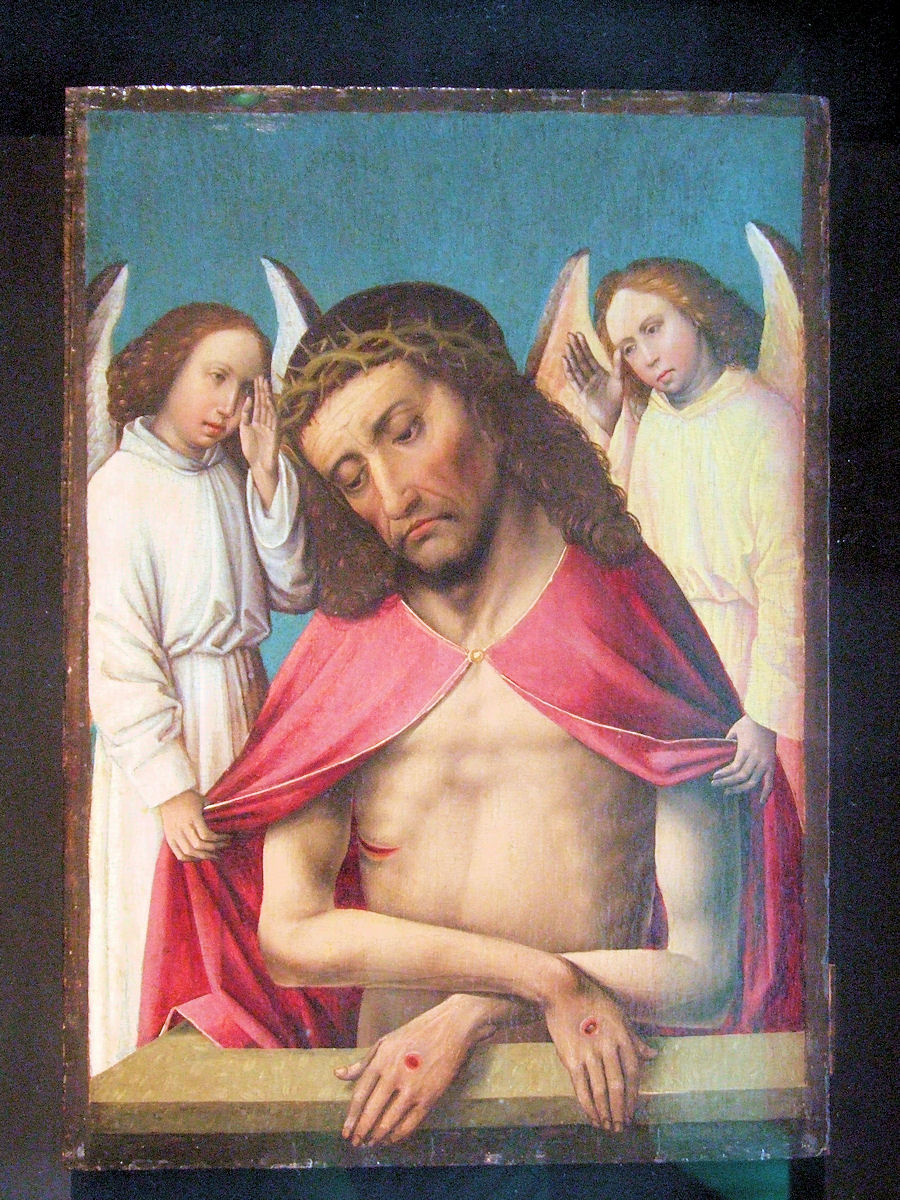
«Муж скорбей», Франция
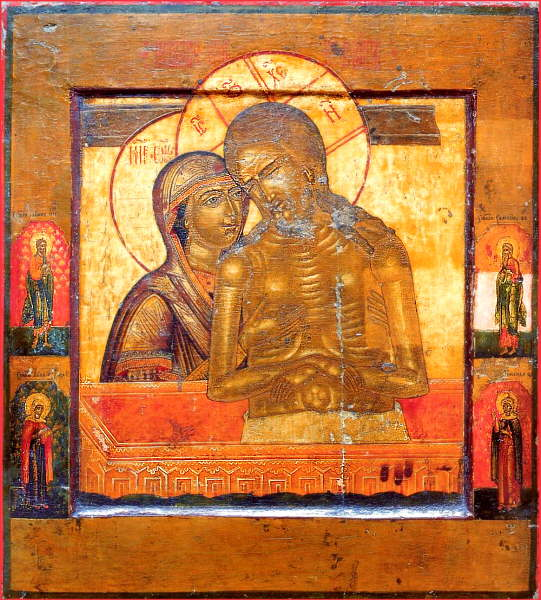
«Не рыдай Мене, Мати»

## Западноевропейская иконография «Мёртвый Христос в гробу»

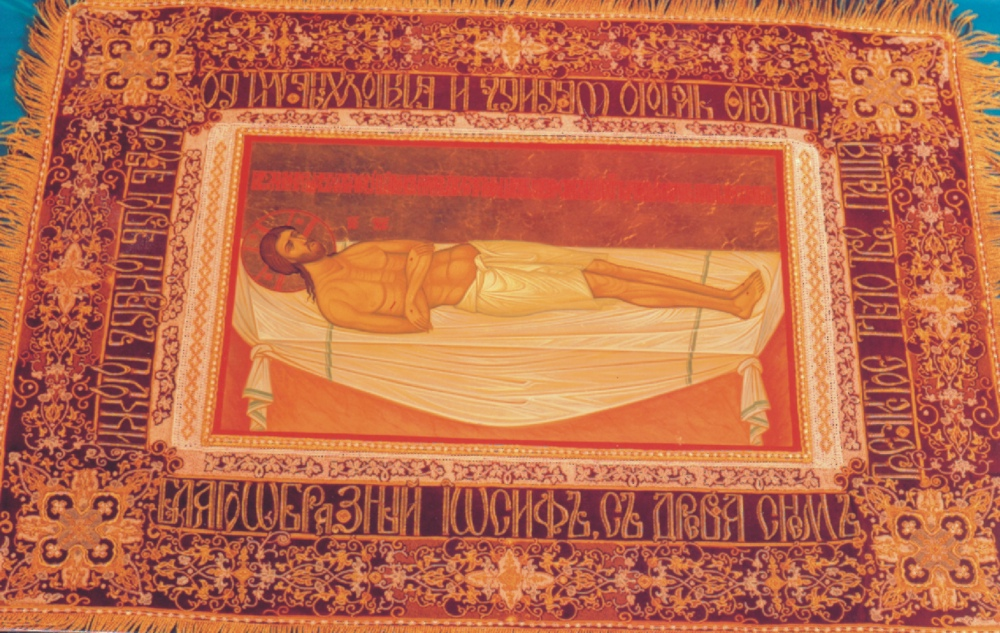
Православная плащаница

Иконографию «Муж скорбей», развившуюся на Западе из византийского типа «Христа во гробе», нельзя считать равнозначным развитием этой темы в католическом искусстве, так как данный образ стал абстрактной иллюстрацией тщеты и страданий, испытываемых Иисусом, а не изображением умершего. Более того, во многих примерах «Мужа скорбей» Христос изображен живым, с открытыми глазами. Здесь на западноевропейский тип повлияла иконография «Ecce homo».

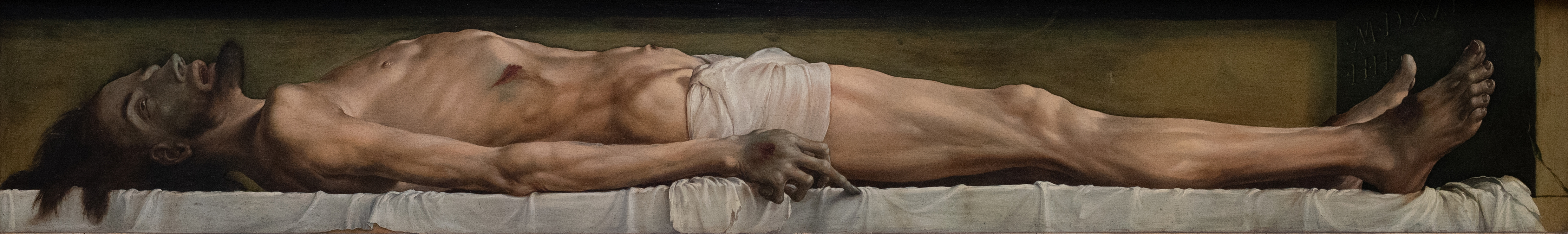
Ганс Гольбейн. «Мёртвый Христос в гробу», 1521

Изображение же тела Христа после сцены Положения во гроб и Оплакивания и до сцены Воскресения без каких-либо дополнительных фигур нашло выражение в иконографии «Мёртвый Христос во гробе».
Технически такое изображение также стоит рассматривать как аллегорическое и символическое, поскольку в могиле Иисус был завернут в саван, в то время как изображают его чаще без покрывала. (В случае если рядом с полуобнажённой фигурой Христа изображены женщины, сцена превращается в изображение конкретного момента Страстей, чаще всего в Оплакивание.) Примером изображения мёртвого Христа под саваном (плащаницей) может служить скульптура Джузеппе Санмартино «Il Cristo Velato» в неаполитанской капелле Сан-Северо.
Указывают, что подобный тип изображения вытянутого горизонтально тела Иисуса мог проникнуть в западноевропейское искусство из Византии, где Христос подобным образом изображался на плащаницах — в сцене Оплакивания, окружённый женщинами, либо же в одиночестве.
Иконография проникла как в живопись (хотя и не очень распространилась), так и в религиозную скульптуру. Тело Христа изображается лежащим и вытянутым во весь рост (в отличие от иконописи, где он изображался вертикально и по пояс). На нём видны раны от гвоздей и копья и кровь, иногда рядом изображаются Орудия Страстей.
Наиболее известным примером подобного изображения является картина Ганса Гольбейна «Мёртвый Христос в гробу», которая, как считается, представляет собой элемент несохранившегося алтарного образа, предположительно нижнюю часть одной из створок. Согласно другой версии, «такие изображения во времена Гольбейна в Южной Германии служили крышкой макета Гроба Господня, в который клали скульптуру Христа в Страстную пятницу», (традиция «пасхальных гробниц» — декораций для театрализованного церковного представления в Страстную неделю).
От более позднего времени — барокко и XIX века — также сохранился ряд таких картин. Из русских художников подобные полотна создавали Владимир Боровиковский и Карл Брюллов.

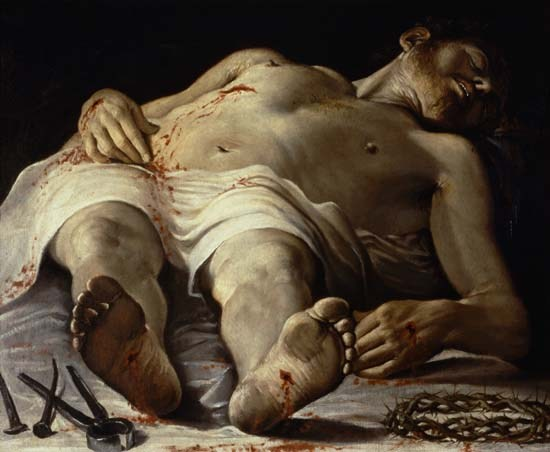
Аннибале Карраччи
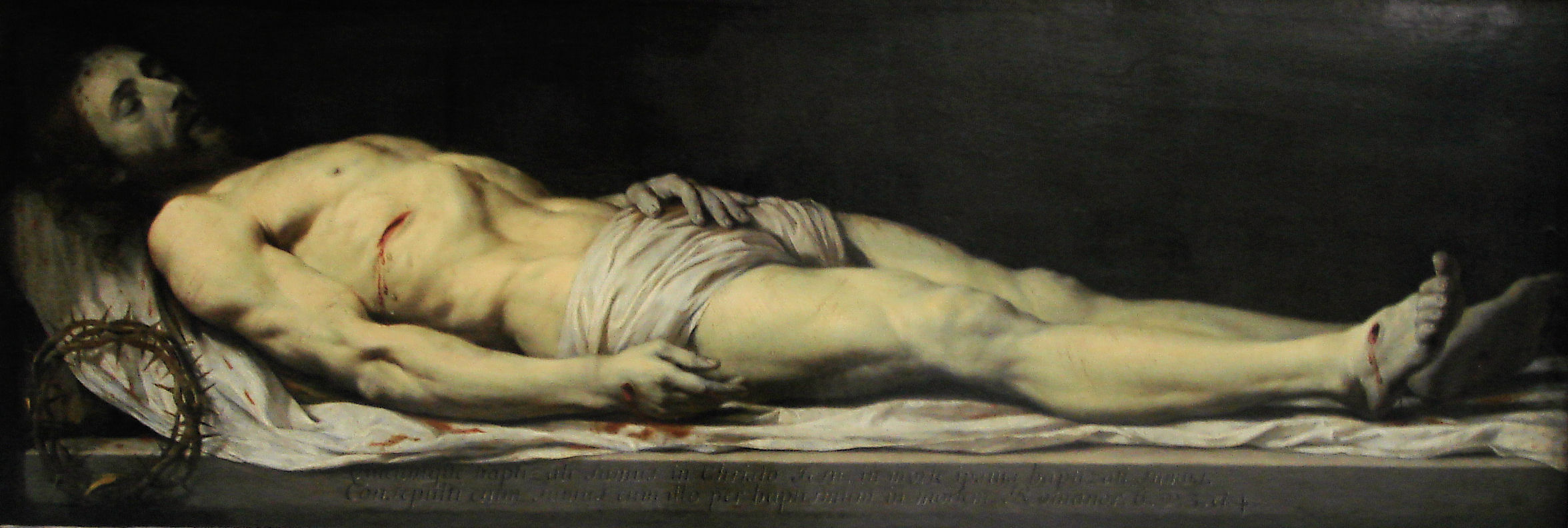
Филипп де Шампань
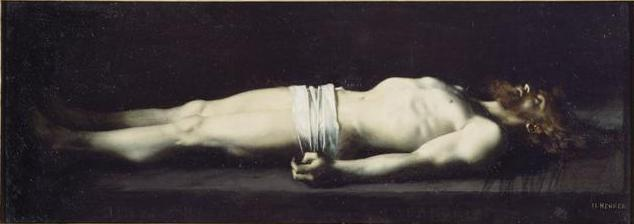
Жан-Жак Эннер, 1879
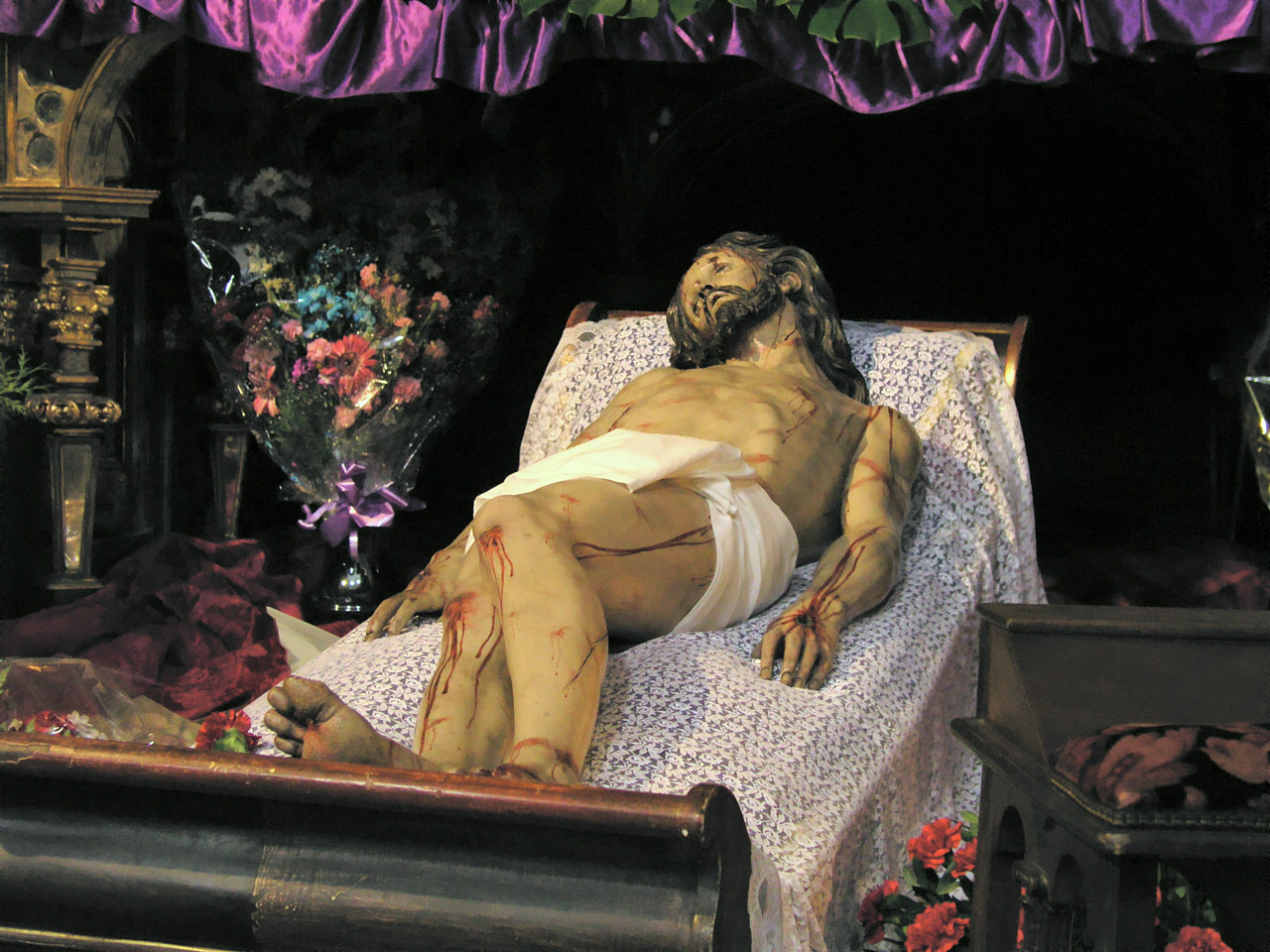
Скульптура Грегорио Фернандеса, XVII в., церковь Сан-Мигель, Вальядолид
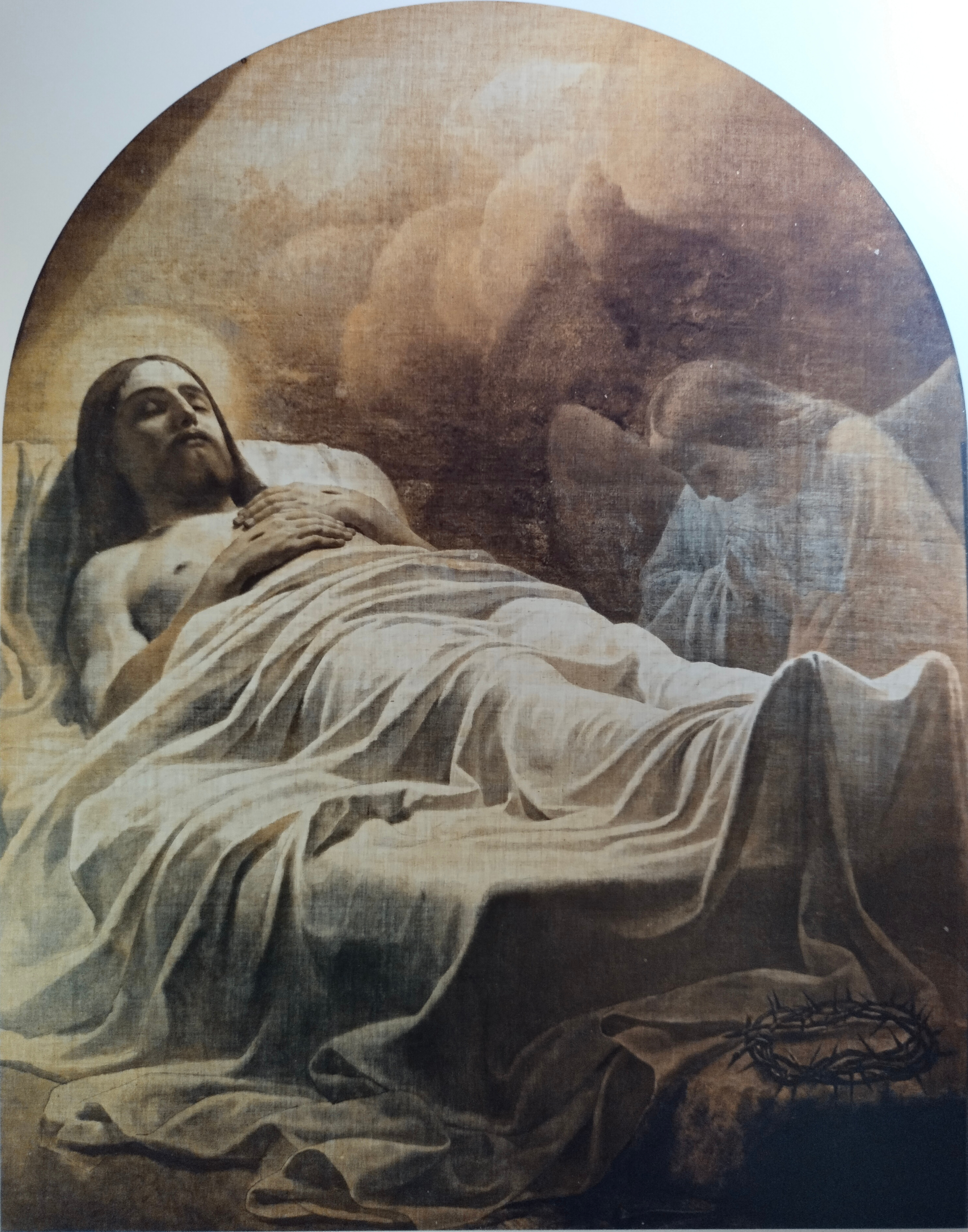
Карл Брюллов. Христос во гробе, 1845—1846. Русский музей, Санкт-Петербург

## Богословское толкование
В Своем замысле спасения Бог предопределил, что Сын не только <умрет за грехи наши> (1 Кор. 15,3), но и <вкусит смерть>, то есть познает состояние смерти, состояние разделения души и тела, в продолжение времени между тем мгновением, когда Он испустил дух на кресте, и тем, когда Он воскрес. Это состояние Христа умершего есть тайна погребения и сошествия в ад. Это тайна Святой Субботы, когда Христос, положенный во гроб, являет нам великое субботнее отдохновение Бога после совершения спасения людей, которое умиротворяет всю вселенную.
Пребывание Христа во гробе представляет собой реальную связь между преходящим состоянием Христа до Пасхи и Его нынешним славным состоянием Воскресшего. Это Тот же <Живой>. Который может сказать: <…и был мертв, и се, жив во веки веков> (Откр 1,18).
Во время пребывания Христа во гробе Его Божественное Лицо оставалось соединенным как с душой Его, так и с телом, разлученными между собою смертью. Вот почему тело Христа умершего <не увидело тления> (Деян 13,37).
— «Катехизис католической церкви»